# Kerlson Agathe
Kerlson Agathe (sinh ngày 8 tháng 3 năm 1991) là một cầu thủ bóng đá người Mauritius thi đấu cho Pamplemousses ở vị trí tiền vệ.

## Sự nghiệp
Sinh ra ở Pamplemousses, anh từng thi đấu bóng đá cho Pamplemousses.
Anh ra mắt quốc tế cho Mauritius năm 2017.